# Mycetophila mitis
Mycetophila mitis är en tvåvingeart som först beskrevs av Oskar Augustus Johannsen 1912.  Mycetophila mitis ingår i släktet Mycetophila och familjen svampmyggor. Arten är tillfälligt reproducerande i Sverige. Inga underarter finns listade i Catalogue of Life.